# 伊格盧山
64°33′S 61°47′W / 64.550°S 61.783°W
伊格盧山是南極洲的山峰，位於葛拉漢地西岸，處於雷克呂半島中部，海拔高度280米，阿根廷政府在1954年把該山峰繪入地圖，現時由南極條約體系管理。